# Robert Lowth
Robert Lowth (ur. 27 listopada 1710 w Hampshire, zm. 3 listopada 1787) – angielski biskup i orientalista, autor podręcznika gramatyki. Lowth uważany jest za twórcę preskryptywizmu – idei głoszącej, że opis gramatyczny powinien regulować normy językowe.
W 1741 r. został profesorem poezji Uniwersytetu Oksfordzkiego, od 1766 r. był biskupem w Londynie. Jako biskup walczył z nadużyciami kleru w sprawach politycznych i finansowych. W 1783 r. odmówił przyjęcia urzędu arcybiskupa Canterbury.
Jego najważniejszą pracą było napisanie podręcznika gramatyki A Short Introduction to English Grammar. Gramatyka okazała się sukcesem wydawniczym, tylko w okresie od 1762 r. do  1800 r. doczekała się 45 wznowień. W swojej książce Lowth stworzył nowe podejście do gramatyki, głosząc, że jej rolą jest kodyfikacja i standaryzacja języka.
Lowth nie nosił się z zamiarem napisania podręcznika gramatyki; napisał książkę dla swego syna, który rozpoczął naukę łaciny w szkole. Lowth założył, że dając synowi podstawy wiedzy z zakresu rodzimej gramatyki, ułatwi mu przyswojenie łaciny. Podręcznik używał łacińskiej terminologii gramatycznej, jedynej istniejącej w tamtych czasach. Wydawca podręcznika zadbał o promocję, co uczyniło książkę bardzo popularną. Jednym z powodów takiej popularności podręcznika był fakt, że ludzie pnący się w hierarchii społecznej i ekonomicznej podczas rewolucji przemysłowej kładli nacisk na „poprawną” i „uprzejmą” angielszczyznę, aby odróżniać się od klas niższych. Autor innego, popularnego wówczas podręcznika gramatyki Lindley Murray przepisał część gramatyki Lowtha, jednak tak formułował reguły, by miały one charakter preskryptywny, podczas gdy Lowth skupiał się bardziej na aspekcie opisowym.

## Dzieła
- Praelectiones de sacra poesi Hebraorum (1753)
- Life of William of Wykeham (1758)
- A Short Introduction to English Grammar (1762)
- Sermons and Other Remains (1834).